# قرة باغلار
قرة باغلار هي قرية في مقاطعة مشكين شهر، إيران. يقدر عدد سكانها بـ 353 نسمة بحسب إحصاء 2016.